# Gare d’Épinal
Gare d’Épinal vasútállomás Franciaországban, Épinal településen.

## Vasútvonalak
Az állomást az alábbi vasútvonalak érintik:
- Blainville-Damelevières–Lure-vasútvonal
- Épinal-Bussang-vasútvonal
- Neufchâteau-Épinal-vasútvonal

## Kapcsolódó állomások
A vasútállomáshoz az alábbi állomások vannak a legközelebb:
- Gare de Xertigny
- Gare d’Arches
- Gare de Remiremont
- Gare de Thaon